# چا چونگ هوا
چا چونگ هوا (انگلیسی: Cha Chung-hwa؛ زادهٔ ۲۸ آوریل ۱۹۸۰) بازیگر اهل کشور کره جنوبی است. وی از سال ۲۰۰۵ میلادی تاکنون مشغول فعالیت بوده‌است.
از فیلم‌ها یا برنامه‌های تلویزیونی که وی در آن نقش داشته‌است می‌توان به سقوط بر روی تو، آقای ملکه، هتل دل لونا و چرا او اشاره کرد.